# Gijsbert de Hondecoeter

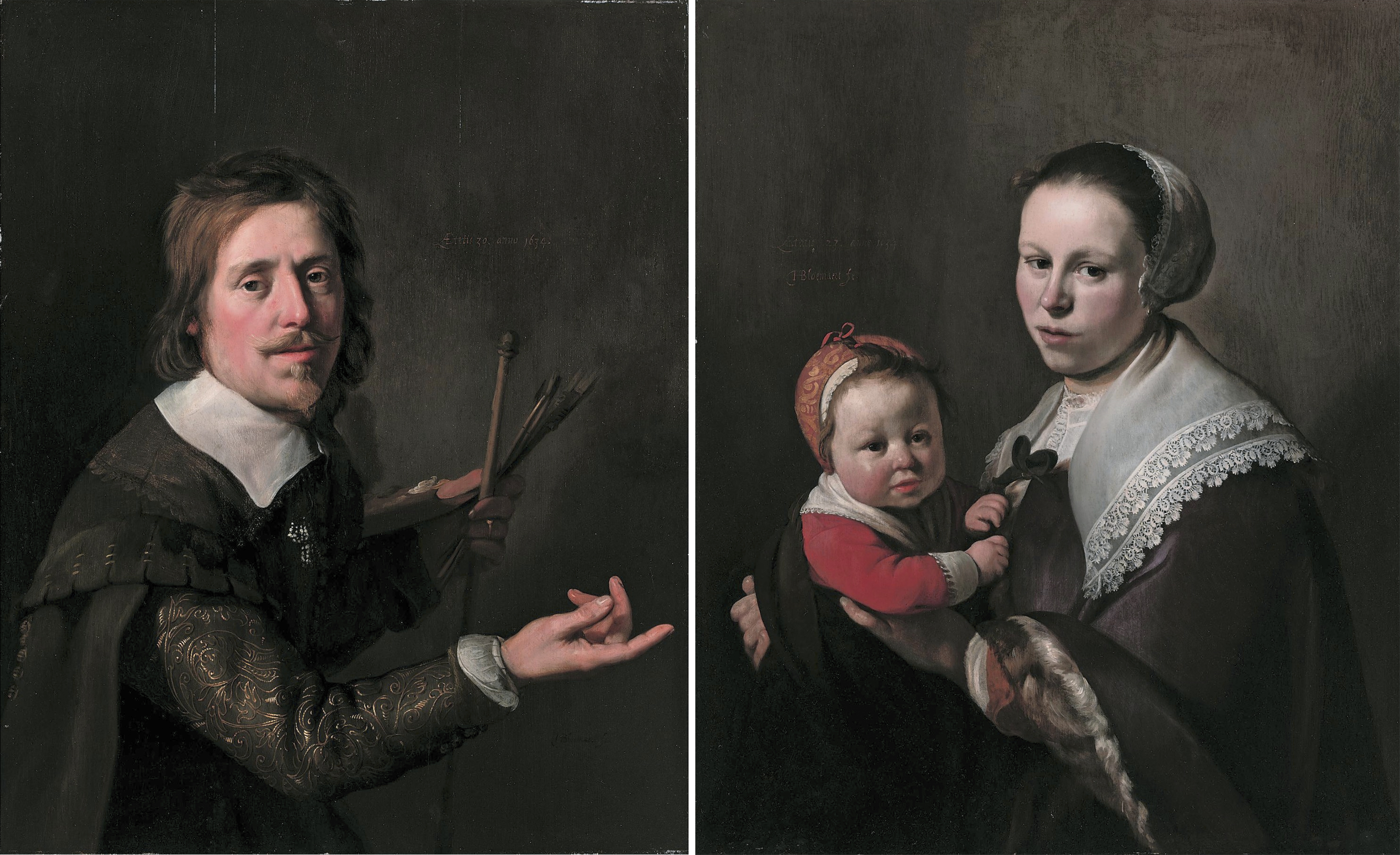
Dubbelportret van Gijsbert de Hondecoeter en van zijn vrouw Maria Hulstman en een kind, door Hendrick Bloemaert, 1634

Gijsbert de Hondecoeter of d'Hondecoeter (Utrecht?, 1604 – Utrecht, 29 augustus 1653) was een Nederlands kunstschilder. Hij was de zoon van Gillis Claesz. de Hondecoeter en vader van de succesvolle Melchior de Hondecoeter. 

## Leven
Gijsbert de Hondecoeter groeide op in Amsterdam. Nadat hij als huwelijkskandidaat was afgewezen door Anna Spierinx verhuisde hij naar Utrecht. Zijn vader, die in 1628 met de veel jongere Anna Spierinx trouwde, had een aantal jaar in die stad gewerkt en kennisgemaakt met de maniëristische richting die de Utrechtse schilders rond 1590 insloegen. In 1627 werd hij lid van het Sint-Lucasgilde in Utrecht, net als zijn neef Gillis uit Delft (?). In 1632 trad hij in het huwelijk met Maria Hulstman. Hij werkte samen met zijn zwager Jan Baptist Weenix, toen die in 1647 uit Rome terugkeerde. 

## Werk
Gijsbert de Hondecoeter schilderde landschappen, vaak gestoffeerd met dieren. Vooral zijn vroege werken staan sterk onder de invloed van de Vlaamse landschapstraditie. Vanaf ca. 1630 ging hij sterk tonalistisch werken, zoals Jan van Goyen in die tijd deed. Ook de werken van Adam Elsheimer hebben, via de Utrechtse graveur Hendrick Goudt, invloed gehad op zijn werk. Zijn werk is zelden dramatisch.